# Ольшанский, Константин Фёдорович
Константи́н Фёдорович Ольша́нский (укр. Костянтин Федорович Ольшанський; 8 [21] мая 1915, c. Приколотное, Волчанский уезд, Харьковская губерния — 27 марта 1944, Николаев) — Герой Советского Союза, командир роты морской пехоты, старший лейтенант.

## Биография
Константин Фёдорович Ольшанский родился в 1915 году, в Харьковской губернии, в семье служащего. После окончания десятилетки работал автослесарем.
В ряды Красной Армии был призван в 1936 году, службу проходил в Черноморском флоте. После окончания школы учебного отряда остался там преподавателем, а в 1941 году прошёл курсы младших лейтенантов.
На фронтах Великой Отечественной войны с 1941 года.
Участвовал в обороне Севастополя, потом был направлен для подготовки специалистов для ВМФ в электромеханическую школу, а в 1943 году был назначен командиром роты автоматчиков 384-го отдельного батальона морской пехоты Черноморского флота, в составе которой участвовал в обороне Ейска, освобождении Таганрога, Мариуполя и близлежащих посёлков Ялта и Мелекино.
В марте 1944 года для оказания помощи наступающим войскам в освобождении города Николаева был назначен командиром десантного отряда численностью 68 человек, состоявшего из 55 морских пехотинцев, 10 сапёров, 2 связистов и проводника. В ночь на 26 марта 1944 года отряд высадился в тыл противника в порту Николаева. Задачей десанта были захват порта, разминирование подготовленных немцами к подрыву основных портовых сооружений (для чего в состав десанта и были включены сапёры) и удержание порта до подхода наступающих советских войск. Отряд занял и приспособил к обороне несколько зданий порта, а затем в течение двух суток вёл ожесточённые бои, отбив 18 атак противника и уничтожив около 700 гитлеровцев.
Старший лейтенант Константин Ольшанский вместе с 57 своими бойцами погиб в бою 27 марта 1944 года. Из всего десанта в живых остались 11 человек; все были ранены и обожжены, пятеро — в тяжёлом состоянии.
В историю данная военная операция вошла под названием «Десант Ольшанского».
Указом Президиума Верховного Совета СССР от 20 апреля 1945 года за мужество и героизм, проявленные в боях с немецко-фашистскими захватчиками, старшему лейтенанту Ольшанскому Константину Фёдоровичу посмертно присвоено звание Героя Советского Союза, как и 55-ти десантникам его отряда, 10-ти сапёрам и проводнику.

## Награды
- Золотая Звезда Героя Советского Союза (1945)[2].
- Орден Ленина (1945)[2].
- Орден Александра Невского (1943).
- Орден Красной Звезды (1943)[3].

## Память

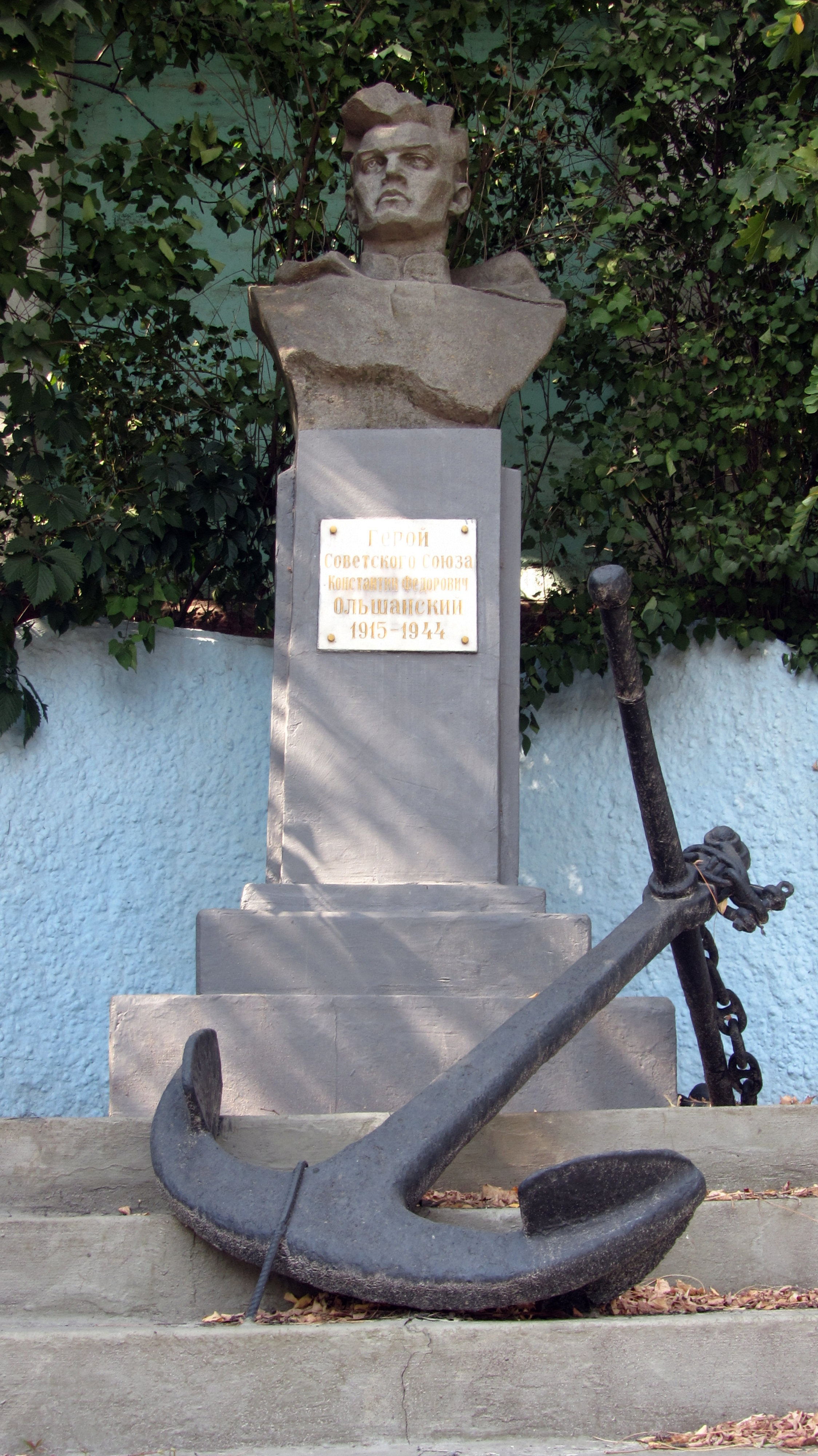
Бюст К. Ф. Ольшанского в морском порту Николаева

- Похоронен в братской могиле в Николаеве в сквере 68 десантников[4].
- Народный мемориальный музей боевой славы моряков-десантников в городе Николаеве, расположен на месте боя «ольшанцев» (ул. Заводская 27/5) недалеко от центральной проходной морского порта[4].
- Бюст на памятнике морякам-десантникам в Николаеве[4][5].
- Улица в Николаеве названа в честь подвига десантников[4].
- Его именем названы улица и школа № 39 в Курске, также посажена аллея Героев-Ольшанцев.
- Имя Константина Ольшанского носит средняя школа № 2 п. Ялта Донецкой области.
- Имя героя носит школа № 43 города Николаева[6].
- Именем К. Ф. Ольшанского названа средняя школа № 135 в городе Харькове.
- Навечно зачислен в списки воинской части[4].
- Бюсты Героя установлены около средней школы в посёлке Приколотное Харьковской области[4] и на территории морского порта в Николаеве[4].
- Его именем названы судно Министерства рыбного хозяйства СССР[4] и большой десантный корабль ВМФ России[7] (до 2014 года находился в составе ВМС Украины).
- В честь Героя назван посёлок городского типа Ольшанское, расположенный недалеко от города Николаева[8].
- В память Константина Фёдоровича и его отряда названа малая планета (2310) Ольшания[9][10][11].
- Имя внесено на Доску памяти в Музее Черноморского флота в Севастополе[4].